# Эврен, Кенан
Ахме́т Кена́н Эвре́н (тур. Ahmet Kenan Evren; 17 июля 1917 года, Алашехир, Маниса, Османская империя, — 9 мая 2015 года, Анкара, Турция) — турецкий военный и государственный деятель. 7-й президент Турции. Незадолго до смерти осуждён пожизненно.

## Биография
Выпускник военного училища в Анкаре (1938), военной академии (1948) в качестве штабного офицера. В ходе Корейской войны командовал турецким артиллерийским полком. В 1964 году произведён в чин генерала. В 1977 году занял пост главнокомандующего сухопутными войсками. С 1978 года — начальник генерального штаба. В 1975 году возглавлял военный атташат турецкого посольства в Москве. Активно участвовал в антипартизанских действиях на территории Турции.

## Военный переворот и дальнейшая карьера
Годы, предшествовавшие перевороту, характеризовались ожесточенной борьбой между ультраправыми и ультралевыми. Надеясь на коммунистическую революцию, левые боевики устраивали беспорядки на улицах. С другой стороны, правые националистические боевики давали отпор левым революционерам и провоцировали религиозное возбуждение. Университеты приняли каждый свою сторону, и каждый из них стал штаб-квартирой либо левых, либо правых. Хаотическая ситуация, созданная крайне левыми и крайне правыми группировками, разрушила общественную безопасность в стране. Коммунистические и неофашистские группировки пытались держать под своим контролем даже улицы, избивая или убивая тех, кто не принадлежал к ним. Наконец, антисекуляристский митинг, организованный исламистами в Конье 6 сентября 1980 года, стал последней каплей.
Вместе с переворотом появился Совет национальной безопасности как правящий орган. Совет 1980 года состоял из командиров Кенана Эврена, начальника штаба и президента государства. Парламент был распущен. 
На выступлении в Муше в 1984 году по поводу казни Эрдала Эрена, коммунистического боевика, якобы 17-летнего, но по официальным данным 1961 года рождения, обвинённого в убийстве турецкого солдата, он сказал: 

«Теперь, когда я поймаю его, я отдам его под суд, и тогда я не казню его, я буду заботиться о нем всю жизнь. Я буду кормить этого предателя, который взял в руки оружие, этих солдат, которые годами проливали свою кровь за эту родину. Согласны ли вы на это?!»

## Судебное преследование
10 января 2012 года судебные органы Турции решили поддержать обвинения против Кенана Эврена и его соратника генерала Тахсина Шахинкаи, бывшего командующего ВВС Турции по поводу их роли в перевороте 1980 года. Прокуратура потребовала для них пожизненного заключения.
18 июня 2014 года десятый уголовный суд Анкары признал их виновными в совершении «преступления против государственной власти» и приговорил к пожизненному заключению, а также разжаловал Эврена и Шахинкаю в рядовые.

## Смерть
1 мая 2015 года поступил в больницу с острой болью в животе. 9 мая там же умер.
25 ноября 2019 года Великое национальное собрание Турции постановило удалить имя Эврена из всех названий школ, улиц, кварталов, деревень и казарм.